# や乃えいじ
や乃 えいじ（やの えいじ、本名：矢野 栄路、1965年4月25日 - ）は、日本の俳優、声優。大分県出身。ボズアトールとライターズカンパニー田畑冨久子事務所に所属。

## 略歴
以前は大阪テレビタレントビューロー（TTB）に所属していた。

## 出演

### 舞台
- 劇団PM/飛ぶ教室 全作品[4]
- 足場の上のゴースト（1996年）[5]
- 十二人の怒れる男[4]
- 鏡の中の秘密の池[4]
- 舞姫[4]
- 守護神[4]

### テレビ
- 芸能人パチンコ王座決定戦 P-1グランプリ（テレビ大阪）
- 歴史秘話ヒストリア（NHK総合）
- 花影忍法帳コミ☆トレ（NHK教育） - プロデューサー 役

### テレビドラマ
- 京都人の密かな愉しみ（NHK）
  - エピソード1（2015年）わたしの大黒さん - タクシー運転
- 京都人の密かな愉しみBlue（NHK）
  - エピソード4 （2019年）祇園さんの来はる夏 - 洛西楊谷寺住職
- 連続テレビ小説（NHK）
  - だんだん 第113回 （2008年） - キャバレー客 役
  - ウェルかめ（2009年） - 書店員 役
  - カーネーション 第2回 （2011年） - 職員 役
  - 純と愛（2012年） - 料飲部長・露木敏哉 役
  - ごちそうさん（2014年） - 木崎 役
  - まんぷく 第38回（2018年） - 佐々木鉄治 役
  - おちょやん（2021年） - 警官 役
  - 舞いあがれ!（2022年） - 長井清二 役[6][7][8]
  - ブギウギ（2023年） - 警官 役
  - 虎に翼（2024年） - 東京地方裁判所受付
  - おむすび（2025年） - 磯山伸彦 役
- あなたのブツが、ここに（2022年） - 杉尾刑事 役
- おみやさん 第8シリーズ 第6話（2011年、テレビ朝日） - 緑川博 役
- 科捜研の女（テレビ朝日）
  - Season11 第6話（2011年） - 金山修 役
  - Season14 第6話（2014年） - 浦西修一 役
  - Season15 第1話（2015年） - 垣本武文  役
  - Season19 第3話（2019年） - 井上検査官 役
  - Season20 最終話（2020年） - 佐山芳正 役
  - Season21 第3話（2021年） - 横澤憲 役
  - Season22 最終話（2022年） - 渡辺集 役
  - season24 第2話（2024年7月10日） - 石毛健介 役
- 夫婦善哉（2013年、NHK） - 散髪屋店主 役
- 木曜時代劇・銀二貫 第7話（2014年、NHK） - 長屋の男 役
- 京都人情捜査ファイル（2015年） - 長房徹 役
- スペシャリスト4（2015年） - 中学校教師 役
- 黒書院の六兵衛（2018年、WOWOW） - 茶坊主 役
- 遺留捜査（テレビ朝日）
  - スペシャル6（2019年2月24日） - 古城光浩 役
  - 第6シーズン 最終話（2021年3月18日） - 丹波哲左 役
- やじ×きた 元祖・東海道中膝栗毛（2019年） - おたつ
- 検事・佐方 〜恨みを刻む〜（2020年） - 副署長・若林哲平 役
- いりびと-異邦人-（2021年12月5日、WOWOW）
- 君とゆきて咲く〜新選組青春録〜 第1話・第2話（2024年4月25日・5月2日、テレビ朝日）[9]

### ラジオ
- FM OSAKA INFORMATION（FM OSAKA）
- DAIKIN エア・メッセージ（FM OSAKA/TOKYO FMにもネット）

### ゲーム
1992年
- 龍虎の拳（リー・パイロン）

1993年
- サムライスピリッツシリーズ（1993年 - 2008年、橘右京、不知火幻庵、天草四郎時貞、黒子）

1994年
- ザ・キング・オブ・ファイターズシリーズ（1994年 - 2010年、椎拳崇、ブライアン・バトラー、クリザリッド、アナウンス）

1996年
- ART OF FIGHTING 龍虎の拳 外伝（ロディ・バーツ）

1999年
- 餓狼 MARK OF THE WOLVES（フリーマン）
- 武力 〜BURIKI ONE〜（暁丸、西園寺貴人）

2000年
- 稲川淳二 真夜中のタクシー
- COOL COOL TOON（カミオ）
- ファーランドオデッセイII 〜君に贈るセレナーデ〜（バズ）

2001年
- ナコルル 〜あのひとからのおくりもの〜（ヒババ）

2002年
- すべてがFになる

2003年
- SNK VS. CAPCOM SVC CHAOS（ダルシム）

2005年
- ネオジオバトルコロシアム（リー・パイロン）

2012年
- 新型くるりんPA!

2017年
- グランブルーファンタジー（天草四郎時貞、黒子）

2019年
- THE KING OF FIGHTERS ALLSTAR（天草四郎時貞）
- 共闘ことばRPG コトダマン（天草四郎時貞）

### CM
- 新ヘパリーゼドリンク（ゼリア新薬）

### その他コンテンツ
- 夫婦善哉（2013年、NHK） - 大分ことば指導
- 連続テレビ小説・べっぴんさん（2016年、NHK） - 大分ことば指導
- マギカルト（ラジオ関西） - 音響監督[12]